# Николози
Николо̀зи (на италиански: Nicolosi, на сицилиански Niculusi, Никулузи) е градче и община в Южна Италия, провинция Катания, автономен регион и остров Сицилия. Разположено е на 698 m надморска височина. Населението на общината е 7324 души (към 2013 г.).
В общинската територия се намира част от вулкана Етна. Главният център на общината се намира в подножието на планината.